# The Beat
The Beat — британская ска-ривайвл-группа, известная в Северной Америке как The English Beat, а в Австралии — как The British Beat, образовалась в Бирмингеме в 1978 году. Их музыка является смесью различных музыкальных стилей, таких, как ска, поп-музыка, соул, реггей и панк-рок. В текстах песен затрагиваются темы любви, взаимопонимания, а также общественно-политические вопросы.
Группа The Beat, в которую первоначально входили Дэйв Уэйклинг (вокал, гитара), Рэнкинг Роджер (вокал), Энди Кокс (гитара), Дэвид Стил (бас-гитара), Эверетт Мортон (ударные) и Сакса (саксофон), выпустила три студийных альбома в начале 1980-х годов: I Just Can’t Stop It (1980), Wha’ppen? (1981) и Special Beat Service (1982); а также серию синглов: «Mirror in the Bathroom», «Too Nice To Talk To», «Can’t Get Used To Losing You», «Hands off She’s Mine» и «All Out To Get You».

## История
Группа The Beat образовалась в Бирмингеме в 1978 году, в период жесточайшей безработицы и глубоких социальных потрясений в Великобритании. Мультирасовая группа выработала свой неподражаемый и запоминающийся стиль, включающий в себя чередование вокальных партий двух исполнителей: традиционный поп-вокал Уэйклинга и ямайскую диджейскую манеру исполнения (так называемый "тоустинг") Роджера. Пятидесятилетний саксофонист Сакса, работавший в своё время с Принцем Бастером и Десмондом Деккером,  расцветил музыку своей игрой. Он присоединился к коллективу уже при записи первого сингла, кавер-версии композиции "Tears of a Clown", первоначально получившей популярность в исполнении  Смоуки Робинсона.
В 1980 участники группы решили создать свой собственный лейбл звукозаписи Go-Feet (продукция распространялась фирмой  Arista). Вышел целый ряд синглов, в том числе "Mirror in the Bathroom. "Дебютный альбом I Just Can't Stop It сочетал ранние хиты с  поп/ска-материалом. Композиция "Stand Down Margaret" (Маргарет, уйди в отставку!), в которой осуждалась политика Маргарет Тэтчер, наметила поворот в сторону большей заинтересованности участников группы политическими темами. Второй альбом Wha'ppen был выдержан в более традиционном стиле реггей. C выходом третьего альбома  Special Beat Service и частым появлением видеоклипов "Save It for Later" и "I Confess" на Эм-ти-ви, The Beat приобрели популярность и в США. Несмотря на это, группа в 1983 году прекратила своё существование;  Уэйклинг и Роджер организовали General Public, а Кокс и Стил — Fine Young Cannibals.

## Дискография

### Студийные альбомы
- I Just Can't Stop It (1980)
- Wha'ppen (1981)
- Special Beat Service (1982)

### Синглы
- 1979: Tears Of A Clown und Ranking Full Stop
- 1980: Hands Off ... She's Mine
- 1980: Mirror In the Bathroom
- 1980: Best Friend und Stand Down Margaret (dub)
- 1980: Too Nice To Talk To
- 1981: Drowning und All Out To Get You
- 1981: Doors Of Your Heart
- 1981: Hit It
- 1982: Save It For Later
- 1982: Jeanette
- 1982: I Confess
- 1983: Can't Get Used To Losing You
- 1983: Ackee 123
- 1988: Save It For Later
- 1989: I Confess
- 1995: Mirror In The Bathroom (ремикс)